# Raoul Trujillo
Raoul Maximiano Trujillo de Chauvelon (Santa Fe, 8 maggio 1955) è un attore e ballerino statunitense di origini Apache e Ute.

## Biografia
Ex ballerino della Nikolais Dance Theatre, fondata da Alwin Nikolais, coreografo e co-direttore per l'American Indian Dance Theatre, Trujillo vanta una carriera cinematografica di oltre 25 anni. Tra i suoi ruoli più conosciuti vi sono Lupo Zero nel film di Mel Gibson Apocalypto e Tomocomo nel film di Terrence Malick The New World - Il nuovo mondo.
Per la televisione ha preso parte alle miniserie televisive Into the West, nel ruolo di Nuvola Rossa, e Ritorno al mondo di Oz. Ha inoltre preso parte alla prima stagione della serie televisiva True Blood, nel ruolo del vampiro Longshadow, e della miniserie in due puntate Moby Dick nella parte di Queequeg. Nel 2022 ottiene il ruolo del supercriminale OMAC nel film del DC Extended Universe Blue Beetle, diretto da Ángel Manuel Soto, in uscita nelle sale il 18 agosto 2023.

## Filmografia

### Cinema
- Testimone scomodo (White Light) (1991)
- Scanners 2 - Il nuovo ordine (Scanners II: The New Order) (1991)
- Manto nero (Black Robe) (1991)
- Il perito (The Adjuster) (1991)
- L'ombra del lupo (Shadow of the Wolf) (1992)
- Highlander 3 (Highlander III: The Sorcerer) (1994)
- The New World - Il nuovo mondo (The New World), regia di Terrence Malick (2005)
- Apocalypto, regia di Mel Gibson (2006)
- Cowboys & Aliens (2011)
- Riddick, regia di David Twohy (2013)
- Sicario, regia di Denis Villeneuve (2015)
- Blood Father, regia di Jean-François Richet (2016)
- Un uomo tranquillo (Cold Pursuit), regia di Hans Petter Moland (2019)
- Blue Beetle, regia di Ángel Manuel Soto (2023)

### Televisione
- Atto indecente (Gross Misconduct) – film TV (1993)
- The Black Fox - Gli ostaggi (Black Fox) – film TV (1995)
- The Black Fox - Il prezzo della pace (Black Fox: The Price of Peace) – film TV (1995)
- The Invaders – film TV (1995)
- Frankenfish - Pesci mutanti (Frankenfish) – film TV (2004)
- Into the West – miniserie TV (2005)
- Ritorno al mondo di Oz (Tin Man) – miniserie TV (2007)
- True Blood – serie TV, 4 episodi (2008)
- Triassic Attack - Il ritorno dei dinosauri – film TV (2010)
- Neverland - La vera storia di Peter Pan – miniserie TV (2011)
- Moby Dick – miniserie TV (2011)
- Da Vinci's Demons – serie TV, 5 episodi (2014)
- Salem – serie TV, 4 episodi (2015)
- Frontiera (Frontier) – serie TV, episodi 1x01-1x02-1x03 (2016)
- Jamestown – serie TV, 11 episodi (2017-2019)
- Mayans M.C. – serie TV, 40 episodi (2018-2023)
- Dark Winds – serie TV, 6 episodi (2025)
- Untamed – serie TV, 5 episodi (2025)

## Doppiatori italiani
Nelle versioni in italiano delle opere in cui ha recitato, Raoul Trujillo è stato doppiato da:
- Saverio Indrio in Major Crimes, Blue Beetle
- Massimo Giuliani in Scanners 2 - Il nuovo ordine
- Alberto Angrisano in Ritorno al mondo di Oz
- Saverio Moriones in CSI: NY
- Oliviero Corbetta in Triassic attack - Il ritorno dei dinosauri
- Enrico Di Troia in Riddick
- Gianni Giuliano in Sicario
- Ennio Coltorti in Mayans M.C.
- Gerolamo Alchieri in Hawaii Five-0